# Kozaćke (obwód czerkaski)
Kozaćke (ukr. Козацьке) – wieś na Ukrainie, w obwodzie czerkaskim, w rejonie zwinogródzkim, w hromadzie Zwinogródka. W 2001 liczyła 1853 mieszkańców.